# VIII Ufficio politico del Partito Comunista Cinese
Il VIII Ufficio politico del Partito Comunista Cinese (中国共产党第八届中央局S, Zhōngguó Gòngchǎndǎng dìbā jiè zhōngyāng júP) fu l'organo dirigente del Partito Comunista Cinese eletto dal VIII Comitato Centrale del Partito. Restò in carica dal 1956 al 1969.

## Componenti
- Mao Zedong, presidente del Comitato Centrale
- Zhu De, vicepresidente del Comitato Centrale
- Liu Shaoqi, vicepresidente del Comitato Centrale (destituito nel 1968)
- Zhou Enlai, vicepresidente del Comitato Centrale
- Chen Yun, vicepresidente del Comitato Centrale (destituito nel 1966)
- Lin Biao, vicepresidente del Comitato Centrale (dal 1965)
- Deng Xiaoping, segretario generale del Comitato Centrale (destituito nel 1967)
- Lin Boqu
- Peng Zhen (destituito nel 1966)
- Dong Biwu
- Luo Ronghuan (fino al 1963)
- Chen Yi
- Li Fochun
- Liu Bocheng
- He Long
- Li Xiannian
- Peng Dehuai (destituito nel 1959)
- Kang Sheng (dal 1966)
- Chen Boda (dal 1966), direttore del Gruppo per la Rivoluzione Culturale

### Membri candidati
- Ulanhu
- Kang Sheng (fino al 1966)
- Lu Dingyi
- Chen Boda (fino al 1966)
- Bo Yibo
- Zhang Wentian (destituito nel 1959)

## Comitato Permanente
- Mao Zedong
- Zhu De
- Liu Shaoqi (destituito nel 1968)
- Zhou Enlai
- Chen Yun (destituito nel 1966)
- Deng Xiaoping (destituito nel 1967)
- Lin Biao (dal 1965)
- Chen Boda (dal 1966)
- Kang Sheng (dal 1966)